# Scott D. Sundberg
 (mars 2017).
Si vous disposez d'ouvrages ou d'articles de référence ou si vous connaissez des sites web de qualité traitant du thème abordé ici, merci de compléter l'article en donnant les références utiles à sa vérifiabilité et en les liant à la section « Notes et références ».
Pour les articles homonymes, voir Sundberg.
Scott D. Sundberg est un botaniste américain, né en 1954 et mort le 30 décembre 2004 à Corvallis dans l'Oregon d’un cancer du poumon.

## Biographie
Ce passionné par les plantes de l’Oregon commence à travailler comme botaniste pour le bureau d’aménagement du territoire à Coos Bay District de 1978 à 1980. Il obtient son Ph. D. en 1986 à l’université du Texas à Austin. Il se consacre alors à la taxinomie de la famille des compositae. Après quelques années passées dans l’Ohio et à Seattle, il retourne à l’université de l’Oregon et travaille également pour l’herbier de l’État.
En 1994, il lance un programme pour la réalisation d’une nouvelle flore pour l’Oregon auquel participent une soixantaine d’étudiants et plus de 230 volontaires. Il est l’auteur de 29 publications scientifiques.

## Source
- Notice nécrologique parue dans Plant Science Bulletin, 51 (2) - Summer 2005 (en anglais)